# Drujne, Simferopol
Drujne (în ucraineană Дружне) este un sat în comuna Trudove din raionul Simferopol, Republica Autonomă Crimeea, Ucraina.

## Demografie
Componența lingvistică a localității Drujne
     Tătară crimeeană (60,97%)
     Rusă (33,23%)
     Ucraineană (4,52%)
     Alte limbi (1,3%)
Conform recensământului din 2001, majoritatea populației localității Drujne era vorbitoare de tătară crimeeană (60,97%), existând în minoritate și vorbitori de rusă (33,23%) și ucraineană (4,52%).